# Шляхетний венецієць
«Шляхетний венецієць» (італ. Culastrisce Nobile Veneziano) — італійська комедія випущена у 1976 році, з Марчелло Мастроянні в головній ролі. Також у фільмі знялися Адріано Челентано і Клаудія Морі.

## Сюжет
Агостіно (Ліно Тоффоло) — органіст, який в результаті смуги невдач втрачає свій фургон, що служив йому і транспортним засобом, і будинком. На щастя, він знайомиться з маркізом Лука Марія (Марчелло Мастроянні), збіднілим аристократом, відомим в окрузі своїми захопленнями: польотами на повітряній кулі, вирощуванням рідкісних сортів тюльпанів і грою на віолончелі. Будинок маркіза, розкішна споруда в стилі XVIII століття, нагадує про елегантні бали того часу. Ця атмосфера повертається кожен раз, коли Агостіно (на органі) і Лука (на віолончелі) виконують твори Вівальді.
Лука повністю поглинений минулим і постійно розмовляє з уявною жінкою, називаючи її своєю дружиною. Агостіно підіграє маркізу, побоюючись що може втратити дах над головою. Тим часом, агенти ріелторської фірми, що давно бажають купити будинок, задумали оголосити маркіза божевільним, і придбати маєток за допомогою його тітки (Флора Карабеллі). В цей задум втручається повія Надя (Клаудія Морі), чия природна жадібність використовується друзями маркіза для того, щоб зіграти необхідну роль дружини маркіза і тим самим зберегти майно.
Продаж будинку вдається зірвати, однак Надя не поспішає розлучатися з роллю маркізи. Коли ж вона стає занадто жадібною і абсолютно нестерпною (наприклад, вона зафарбовує червоною фарбою старовинні фрески на стінах особняка, під приводом косметичного ремонту приміщення), вони позбавляються від неї, відпустивши у вільний політ на повітряній кулі.

## У ролях
- Марчелло Мастроянні — маркіз Лука Марія
- Ліно Тоффоло — Агостіно
- Клаудія Морі — Надя, дружина маркіза
- Адріано Челентано — Sprint Boss
- Флора Карабелла — тітка Луїза

## Знімальна група
- Режисер — Флавіо Могеріні;
- Сценарій — Флавіо Могеріні, Мауріціо Костанцо, Джанфранко Клерічі;
- Продюсер — Альберто Пульєзе;
- Композитор — Детто Маріано;
- Художник — Еудженіо Ліверані;
- Монтаж — Адріано Тальявіа.

## Факти
- У США фільм йшов під назвою «Сновиди та коханці» («Lunatics and Lovers»).
- У фільмі присутня сцена на пляжі, яка дуже нагадує аналогічну сцену з фільму «8½» Федеріко Фелліні.